# 순천시장
순천시장은 전라남도 순천시의 시장이다.

## 통합 전(1949~1995)
| 대수     | 성명   | 임기                              | 비고                  |
| -------- | ------ | --------------------------------- | --------------------- |
| 1        | 김성초 | 1949년 8월 15일~1950년 4월 3일    | 승주군 초대 관선 시장 |
| 2        | 박난순 | 1950년 5월 15일~1950년 9월 28일   |                       |
| 3        | 하동현 | 1950년 11월 3일~1952년 4월 9일    |                       |
| 4        | 김영광 | 1952년 4월 10일~1952년 4월 25일   |                       |
| 5        | 서정욱 | 1952년 5월 6일~1953년 12월 9일    |                       |
| 6        | 윤구혁 | 1953년 12월 10일~1957년 12월 9일  |                       |
| 7        | 서정욱 | 1957년 12월 10일~1959년 10월 15일 |                       |
| 8        | 박형수 | 1959년 10월 16일~1960년 5월 22일  |                       |
| 9        | 유윤석 | 1960년 5월 23일~1960년 11월 29일  |                       |
| 10       | 유윤석 | 1960년 11월 30일~1961년 6월 10일  |                       |
| 11       | 김철수 | 1961년 6월 11일~1961년 6월 20일   |                       |
| 12       | 정영배 | 1961년 6월 21일~1961년 6월 26일   |                       |
| 13       | 공정대 | 1961년 6월 27일~1961년 11월 13일  |                       |
| 14       | 전월봉 | 1961년 11월 14일~1962년 5월 23일  |                       |
| 15       | 김수남 | 1962년 5월 24일~1962년 8월 28일   |                       |
| 16       | 김석중 | 1962년 8월 29일~1963년 2월 22일   |                       |
| 17       | 주봉래 | 1963년 3월 6일~1964년 4월 12일    |                       |
| 18       | 송성룡 | 1964년 4월 13일~1965년 7월 31일   |                       |
| 19       | 윤성윤 | 1965년 8월 1일~1967년 10월 14일   |                       |
| 20       | 황갑손 | 1967년 10월 15일~1969년 5월 21일  |                       |
| 21       | 박남칠 | 1969년 5월 25일~1970년 6월 22일   |                       |
| 22       | 윤성윤 | 1970년 6월 23일~1971년 8월 20일   |                       |
| 23       | 김남섭 | 1971년 8월 21일~1974년 1월 24일   |                       |
| 24       | 박원근 | 1974년 1월 25일~1974년 8월 5일    |                       |
| 25       | 박관주 | 1974년 8월 6일~1976년 8월 31일    |                       |
| 26       | 이종호 | 1976년 9월 1일~1978년 8월 1일     |                       |
| 27       | 김양배 | 1978년 8월 2일~1980년 7월 31일    |                       |
| 28       | 박중래 | 1980년 8월 1일~1980년 12월 4일    |                       |
| 29       | 고광수 | 1980년 12월 5일~1983년 4월 12일   |                       |
| 30       | 안주섭 | 1983년 4월 13일~1984년 5월 13일   |                       |
| 31       | 김기옥 | 1984년 5월 14일~1986년 12월 4일   |                       |
| 직무대리 | 권준표 | 1986년 12월 5일~1986년 12월 23일  |                       |
| 32       | 김우곤 | 1986년 12월 24일~1988년 6월 10일  |                       |
| 33       | 박일출 | 1988년 6월 11일~1988년 12월 31일  |                       |
| 34       | 강운태 | 1989년 1월 1일~1989년 12월 27일   |                       |
| 35       | 류수택 | 1989년 12월 28일~1992년 1월 3일   |                       |
| 36       | 안재호 | 1992년 1월 4일~1993년 3월 28일    |                       |
| 37       | 이용호 | 1993년 3월 29일~1994년 5월 5일    |                       |
| 38       | 김주현 | 1994년 5월 6일 1995년 12월 31일   |                       |

## 통합 후(1995~)
| 대수 | 성명   | 임기                             | 비고                                              |
| ---- | ------ | -------------------------------- | ------------------------------------------------- |
| 1    | 김주현 | 1995년 1월 1일~1995년 6월 30일   | 순천시·승주군 통합 이후 첫 시장. 마지막 관선 시장 |
| 2    | 방성룡 | 1995년 7월 1일~1998년 6월 30일   |                                                   |
| 3    | 신준식 | 1998년 7월 1일~2001년 2월 18일   |                                                   |
| -    | 기갑서 | 2001년 2월 19일~2002년 6월 30일  | 부시장으로서 시장권한대행                         |
| 4    | 조충훈 | 2002년 7월 1일~2005년 12월 1일   |                                                   |
| -    | 유창종 | 2005년 12월 2일~2006년 6월 30일  | 부시장으로서 시장권한대행                         |
| 5    | 노관규 | 2006년 7월 1일~2010년 6월 30일   |                                                   |
| 6    | 노관규 | 2010년 7월 1일~2011년 12월 13일  | 재선                                              |
| -    | 서복남 | 2011년 12월 13일~2012년 4월 11일 | 부시장으로서 시장권한대행                         |
| 7    | 조충훈 | 2012년 4월 12일~2014년 6월 30일  | 재선. 2012년 재보궐선거 당선                      |
| 8    | 조충훈 | 2014년 7월 1일~2018년 6월 30일   | 3선                                               |
| 9    | 허석   | 2018년 7월 1일~2022년 6월 30일   |                                                   |
| 10   | 노관규 | 2022년 7월 1일~                  | 3선                                               |

## 같이 보기
- 순천시의 국회의원
- 순천시장 선거